# Цуцкова, Ольга Петровна
Цуцкова, Ольга Петровна (6 июня 1952, Ленинград) — российский живописец, натюрмортист, портретист.

## Биография
Училась во Второй гимназии (средняя школа № 232).
В 1965 году поступила в Ленинградскую среднюю художественную школу при Академии Художеств, но не закончила её.
В 1968 году, после встречи с Алексеем Комаровым и Метой Дрейфельд — продолжателями традиций аналитического искусства Павла Филонова, увлеклась этим направлением, оставила учёбу и стала заниматься живописью самостоятельно. Тогда же познакомилась с Е. Н. Глебовой — сестрой П. Н. Филонова и это позволило изучать его работы ещё до того, как они были переданы в дар Русскому музею.
В 1971 году поступила на живописный факультет Института живописи, скульптуры и архитектуры имени И. Е. Репина. В 1977 году закончила мастерскую Д. Ф. Попова. Дипломная работа — эскизы декораций к спектаклю по роману Ф. М. Достоевского «Преступление и наказание».
В 1978 году работала в Большом драматическом театре имени Максима Горького.
В 1985 году вступила в Союз художников СССР, участвовала в многочисленных выставках. Ряд работ находится в Фонде культуры города Москвы.
В конце 1980-х — начале 1990-х годов Ольга Цуцкова начала сотрудничать с петербургскими художественными галереями «Анна» и «Бродячая собака». Многие её картины экспонировались за рубежом и оказались в частных коллекциях ряда стран Европы, а также в Канаде и Южной Корее.
С 1995 по 1997 год преподавала в Институте декоративного искусства, вела класс портретной живописи.

## Творчество
Ольга Цуцкова до поступления в Институт имени И. Е. Репина под воздействием творчества Павла Филонова начала работать в принципах аналитического искусства.
Конец 1970-х годов ознаменовался переломным моментом в её творчестве, когда Ольга обращается к живописной технике старых мастеров, разрабатывает собственный стиль в живописи: жесткое основание, левкас, многослойная живопись. Но основные работы этого периода: «Автопортрет с сыном» (1982), «Рынок»(1982) не получили официального признания и не выставлялись.
В 1991 году написала две картины «Около рынка» и «Ноябрь 1991 год»; большие размеры работ предопределили обращение к холсту, как универсальному живописному основанию. Цуцкова продолжала работать в классической живописной манере, несмотря на то, что её работы резко выделялись на выставках современного искусства.
Во второй половине 2000-х годов от сложных метафизических натюрмортов художница обратилась к многофигурным многоплановым композициям; это картины «Весы. Balance» (2007) и «Русская идея. Философский пароход» (2007).
Интерес к русской философии, который можно было проследить на протяжении всего её творчества, получил здесь полноценное звучание. Картина «Русская идея. Философский пароход» посвящена Льву Карсавину; она возвращает нас к осмыслению той трагической страницы российской истории, когда в сентябре 1922 года из России были высланы «наши крупнейшие мыслители, наша национальная гордость»: Николай Бердяев, Борис Вышеславцев, Иван Ильин, Семен Франк, Иван Лапшин, Лев Карсавин, Николай Лосский.

## Выставки
- 1979 «Весенняя выставка» ЛОСХ
- 1980 «Молодость страны» ЛОСХ
- 1981 «Наш современник» ЦВЗ «Манеж»
- 1982 «Осенняя выставка» ЛОСХ
- 1982 «По родной стране» — республиканская выставка. ЦВЗ «Манеж»
- 1983 «Мой Ленинград» ВЗ на Охте
- 1983 «Осенняя выставка» ЦВЗ «Манеж»
- 1984 «Молодость страны» ВЗ на Охте
- 1984 «Художники в борьбе за мир» ВЗ «Манеж». Москва
- 1984 «Наш Ленинград» ЦВЗ «Манеж»
- 1985 «Художники и мир» Дворец молодежи, Ленинград
- 1985 «Мир и молодёжь» фестиваль ЦВЗ «Манеж»
- 1985 «Зональная выставка» ЦВЗ «Манеж»
- 1986 «Весенняя выставка» ЦВЗ «Манеж»
- 1986 «Молодёжная весенняя выставка». ЛОСХ
- 1986 «Наш современник». ЦВЗ «Манеж»
- 1987 «Молодость страны» — Всесоюзная выставка. ВЗ «Манеж». Москва
- 1988 «Современное искусство Ленинграда». ЦВЗ «Манеж»
- 1991 «Зональная выставка». ЦВЗ «Манеж»
- 1991 Утрехт. Голландия. Kunsthamdel.
- 1992 Брюгге. Бельгия. Kunst center «Sint-jan»
- 1993 Галерея «Анна» — персональная выставка
- 1993 «Осенняя выставка». ВЦСХ
- 1993 Лос-Анджелес. США
- 1994 Швеция. «Boras community center»
- 1995 Сеул. Ю.Корея. «Jean art center»
- 1998 «Связь времён» ЦВЗ «Манеж»
- 2003 «Художники — Петербургу» ЦВЗ «Манеж»
- 2003 «300-летие Санкт-Петербурга» ВЦСХ
- 2007 «Русская идея. Философский пароход» — персональная выставка ЦВЗ «Манеж», Санкт-Петербург[2].
- 2012 «Седьмая Берлинская Биеннале современного искусства» OpenCall & ArtWiki, Берлин[3]